# Elaphe bimaculata
Elaphe bimaculata är en ormart som beskrevs av Schmidt 1925. Elaphe bimaculata ingår i släktet Elaphe och familjen snokar. Inga underarter finns listade i Catalogue of Life.
Arten förekommer i centrala och östra Kina. Den lever i låglandet och i bergstrakter upp till 2250 meter över havet. Habitatet utgörs av buskskogar och ängar. Dessutom besöks jordbruksmark, trafikledernas kanter och landskap nära samhällen. Elaphe bimaculata jagar möss, ödlor och troligen andra små ryggradsdjur. Honor lägger sina ägg oftast i juli.
Intensivt jordbruk och fler trafikleder påverkar beståndet negativt. Denna orm är fortfarande vanligt förekommande. IUCN kategoriserar arten globalt som livskraftig.